# Sándor Wekerle
Sándor Wekerle, född 14 november 1848 i Mór, död 26 augusti 1921 i Budapest, var en ungersk politiker.
Wekerle anställdes efter vid Budapests universitet vunnen juris doktorsgrad 1870 i finansministeriet, där han 1884 blev ministerialråd. Han valdes 1886 till parlamentsdeputerad och blev samma år statssekreterare för finansärenden samt 1889 finansminister i Kálmán Tiszas ministär, vilken post han innehade även i ministären Gyula Szapáry. Han genomförde en lyckad konvertering av de ungerska statslånen och kunde 1890 förelägga parlamentet det första underskottsfria budgetförslag det haft att pröva. En reform av spritbeskattningen, förbättrad förvaltning av statsmonopolen och en i samförstånd med Österrike företagen valutareglering fullbordade den uppryckning av de ungerska statsfinanserna, som är knuten till Wekerles namn.
Med bibehållande av finansministerposten efterträdde Wekerle den 14 november 1892 Szápáry som ministerpresident och genomförde trots häftigt motstånd en rad liberala kyrkopolitiska lagreformer (bland annat om obligatoriskt civiläktenskap och civilståndsregister). Misstro från kungamaktens sida förmådde Wekerle att avgå den 22 december 1894, och han stod sedermera länge utanför de dagspolitiska striderna, särskilt sedan han 1897 blivit president i den nyupprättade förvaltningdomstolen i Budapest.
Då den stormiga "ex-lex-perioden" skulle efterföljas av uppgörelse mellan kronan och de allierade oppositionsgrupperna, kallades Wekerle den 9 april 1906 till chef för den nya koalitionsministären, övertog på nytt finansportföljen och kvarstod under växande svårigheter till den 17 januari 1910, då han avlöstes av Károly Khuen-Héderváry. Wekerle blev åter ministerpresident den 20 augusti 1917 som efterträdare till greve Móric Esterházy och med genomförandet av en omfattande rösträttsreform som huvuduppgift. Han rekonstruerade i januari 1918 sin ministär och försökte i rösträttsfrågan uppnå kompromiss med den i parlamentet alltjämt mycket inflytelserike och mot verkligt genomgripande rösträttsreform obenägne greve István Tisza. Därjämte gjorde han en misslyckad ansats att mitt under kriget få till stånd en lösning av nationalitetsfrågan inom armén.
Då centralmakternas nederlag i första världskriget hösten 1918 blev oundvikligt, genomdrev Wekerle kejsar Karls godkännande av, att Ungern skulle förklaras fullt självständigt, endast i personalunion förenat med Österrike (oktober). Några dagar senare avlöstes Wekerle som ungersk ministerpresident av greve Mihály Károlyi (30 oktober), varpå revolutionen omedelbart tog sin början. Wekerle hölls under Béla Kuns kommunistiska styre (21 mars till augusti 1919) i hårt fängelse, och ogrundade rykten om att han avrättats vann spridning. Efter Béla Kuns fall återfick han friheten, men framträdde därefter ej i det politiska livet.